# イレネウス・アイブル＝アイベスフェルト
イレネウス・アイブル=アイベスフェルト（Irenäus Eibl-Eibesfeldt, 1928年6月15日 - 2018年6月2日）は、オーストリアの動物行動学者。ヒューマン・エソロジーの産みの親で、動物行動学研究を人間に応用した。

## 経歴
オーストリア・ウィーン出身。1945年から1949年までウィーン大学で動物学を学んだ。1946年から1948年までウィーン近くのヴィルヘルミネベルク生物学研究所で研究を行い、また1949年からアルテンベルクの比較行動学研究所でコンラート・ローレンツと研究を行った。1951年から1969年までマックス・プランク行動生理学研究所で働いた。1970年にミュンヘン大学の動物学教授となり、1975年以降マックス・プランク行動生理学研究所の所長を務めた。ヒューマンエソロジー国際学会の創設者の一人であり、初代会長である。
動物行動学者として、ほ乳類の行動の発達、脊椎動物のコミュニケーション行動の比較などを研究した。多くの著作があり、『愛と憎しみ』が代表であるが、これは「種の保存論」に従って記述されていると批判された。しかし彼は師のローレンツと異なりすぐに行動生態学の発展と見解を受け入れ、その分野の指導者の一人となった。
1950年に結婚した妻エレオノールとの間に息子ベルノルフと娘ロスヴィータがいる。
2018年6月2日、ドイツのシュタルンベルクにて永眠した。89歳没。

## 著書

### 邦訳されているもの
- ヒューマン・エソロジー－人間行動の生物学 桃木暁子、 日高敏隆訳 2001年
- 愛と憎しみ－人間の基本的行動様式とその自然誌 日高敏隆、 久保和彦訳 1986年
- 戦争と平和－その行動学的研究 三島憲一、 鈴木直訳 1978年
- 比較行動学 伊谷純一郎、 美濃口坦訳 1978年
- ガラパゴス 八杉龍一、八杉貞雄訳 1972年